# باز درنایی
باز درنایی (نام علمی: Geranospiza caerulescens) گونه‌ای از پرندگان شکاری از خانواده بازان است. در سرده تک‌نماد Geranospiza است.

## آرایه‌شناسی
باز درنایی قبلاً چندین گونه بود که به‌تازگی یکپارچه شد. این گونه‌ها اکنون به عنوان زیرگونه تعیین می‌شوند. با این حال، رنگ بدن به‌طور تدریجی متفاوت است، و در حال حاضر پذیرفته شده است که آنها از یک گونه تشکیل شده‌اند. همچنین دو گونه از بازسنقر در آفریقا از سرده بازسنقر (نام علمی: Polyboroides) وجود دارد که اگرچه از نظر ریخت‌شناسی و رفتاری مشابه هستند، اما ارتباط نزدیکی با هم ندارند. آنها نمونه خوبی از فرگشت هم‌گرا هستند.
باز درنایی شامل زیرگونه‌های زیر است:
- - G. c. livens - Bangs & Penard, TE, 1921
  - G. c. nigra - (Du Bus de Gisignies, 1847)
  - G. c. balzarensis - Sclater, WL, 1918
  - G. c. caerulescens - (Vieillot, 1817)
  - G. c. gracilis - (Temminck, 1821)
  - G. c. flexipes - Peters, JL, 1935

## زیستگاه و پراکندگی
بازهای درنایی در مناطق پست استوایی در لبه جنگل‌ها حضور دارند و تقریباً همیشه ارتباط نزدیکی با آب دارند. این پرنده در آرژانتین، بلیز، بولیوی، برزیل، کلمبیا، کاستاریکا، اکوادور، السالوادور، گویان فرانسه، گواتمالا، گویان، هندوراس، مکزیک، نیکاراگوئه، پاناما، پاراگوئه، پرو، سورینام، ترینیداد، اروگوئه و ونزوئلا یافت می‌شود. آنها مهاجر فورانی و دارای مهاجرت محلی هستند که احتمالاً در واکنش به تغییر شرایط آب در حال حرکت هستند.

## رفتار

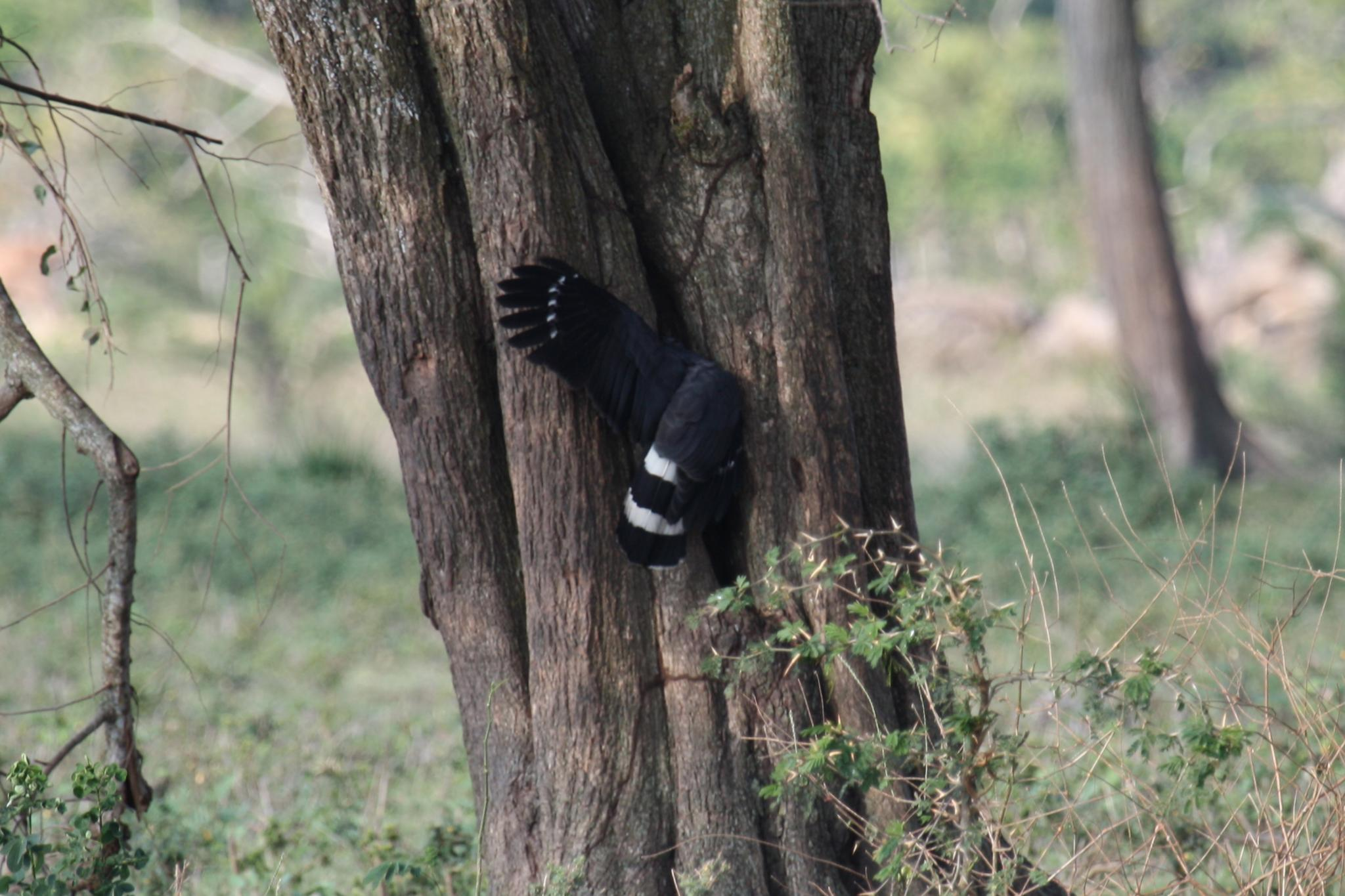
باز درنایی

این بازها اغلب با اسکن کردن از نشیمنگاه یا از روی بال و با شیرجه آرام طعمه را شکار می‌کنند. با این حال، آنها به دلیل داشتن استخوان‌های مچ پا «دو مفصلی» قابل توجه هستند، که به آنها اجازه می‌دهد تا به حفره‌های درختان برسند و طعمه را بیرون بکشند، آنها این ویژگی را تنها با سرده بازسنقرهای آفریقایی (Polyboroids) مشترک هستند. طعمه اصلی آنها مهره‌داران کوچک، به‌ویژه جوندگان، خفاش‌ها، مارمولک‌ها، مارها، و پرندگان کوچک هستند، اما آنها همچنین به خوردن حشرات بزرگتر و سایر بندپایان و حلزون‌ها شناخته‌شده هستند.
در طول زادآوری، آشیانه‌ها در تاج درختان، اغلب در توده‌های ثعلبیان یا سایر گیاهان هوازی ساخته می‌شوند. لانه یک فنجان کم عمق از شاخه‌ها است که از ارتفاع ۱۰ تا ۲۵ متری روی درخت قرار دارد. دسته‌تخم‌ها معمولاً ۱–۲ تخم سفید یا مایل به آبی هستند.

## حفاظت
باز درنایی در هیچ‌کجا به‌طور خاص فراوان نیست، اما هنوز هم به‌طور گسترده پراکندگی دارد. با این حال، در مکزیک تهدیدشده، در السالوادور در خطر انقراض و در آرژانتین در ریسک کمتر پنداشته می‌شود.

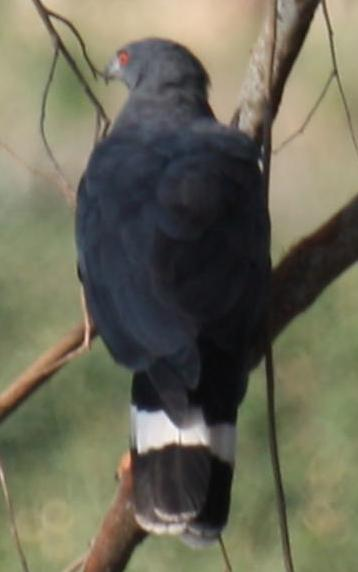
نمای پشتی

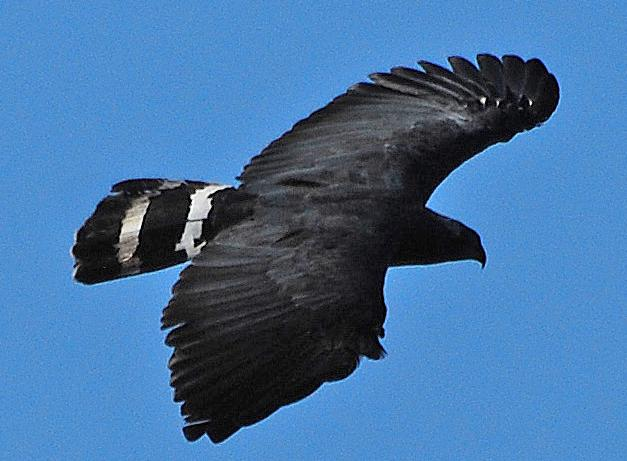
در حال پرواز